# محمد داوود داوود
سترجنرال/ ارتشبُد محمد داوود داوود (زاده ژانویه ۱۹۶۹ در ولسوالی فرخار، ولایت تخار - ۲۸ می ۲۰۱۱ در شهر تالقان، ولایت تخار)، معروف به رهرو راستین مسعود، از ژنرالان تاجیک تبار اهل افغانستان بود هنگام کشته شدن فرمانده عمومی پولیس در شمال افغانستان بود.
داوود داوود دوره مکتب را در لیسه ابوعثمان تالقانی تمام کرده و از رشته علوم سیاسی مدرک کارشناسی داشت و همچنان قبل از کشته شدن‌اش برای گرفتن کارشناسی ارشد در یکی دانشگاه‌های خارجی ثبت نام کرده بود.
او در دهه ۸۰ به نیروهای تحت امر فرمانده سید حسین مشهور به (داکتر حسین) از فرماندهان مطرح جمعیت اسلامی افغانستان پیوست بعد از به قتل رسیدن فرمانده سید حسین توسط گلبدین حکمتیار، فرمانده داوود به احمدشاه مسعود پیوست نخست منحیث کارمند بخش مالی شورای نظار و سپس به حیث دستیار ویژه احمد شاه مسعود گماشته شد.
بعد از خروج شوروی و سقوط جمهوری دموکراتیک افغانستان، و در درگیری‌های داخلی که تحریک تازهٔ به اسم (طالبان) ظهور کرده و از کندهاربه میدان شهر (مرکز ولایت وردک ولایت همجوار پایتخت) رسیدند؛ احمدشاه مسعود تصمیم گرفت جهت مذاکره و ملاقات با آنها با  (داوود داوود، دو نفر محافظ و یک راننده) به دیدار آنها رفته و خواسته‌های آنها را بشنود زمانیکه از آنجا ناامید برگشتند رهبری حکومت اسلامی به رهبری برهان الدین ربانی مصمم بر این شد که جنگ را از کابل به بیرون ببرد برای اینکه شهروندان کابل در طول جنگ داخلی خیلی آسیب دیده‌اند،
فرمانده مسعود به فرد مورد اعتمادش داوود دستور داده بود تا نیروهایش را از پایتخت دور نگهدارد و فرماندهی قوای مرکزی در شمال شرق را به‌دست گیرد.
وقتی طالبان در افغانستان به‌قدرت رسیدند، وی نیروهایش را علیه طالبان رهبری نمود و تا دسامبر ۲۰۰۱ که به گونه کامل طالبان شکست خوردند وی در سمت اش (فرمانده قوای مرکزی) باقی ماند و علیه‌شان جنگید.
او با موفقیت ولایات تخار و کندز را از وجود القاعده و طالبان پاکسازی نمود.

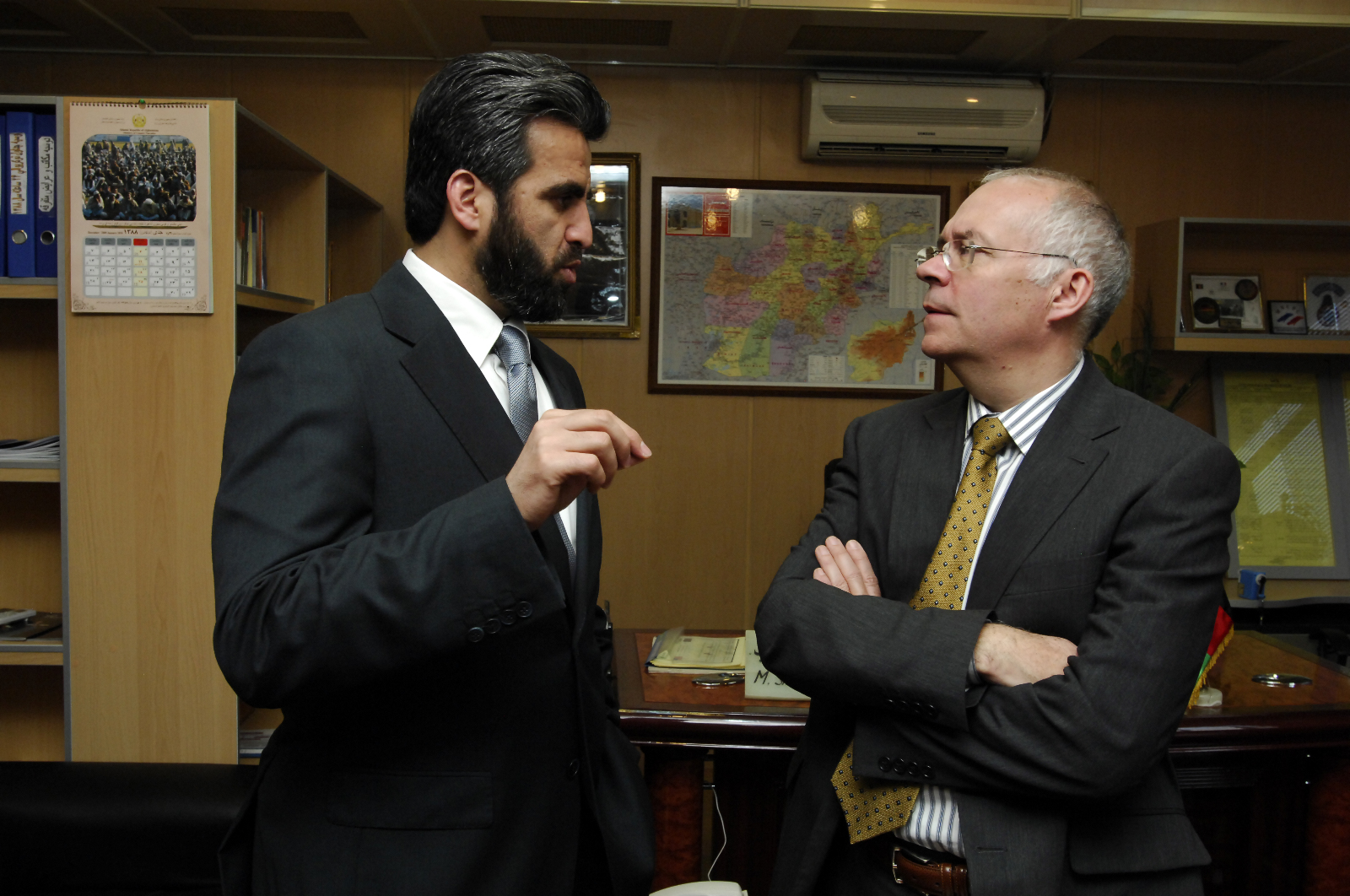
جنرال داوود معاون وزیر کشور افغانستان در حال صحبت با ویلیام کراسبی، سفیر کانادا در افغانستان، جنوری ۲۰۱۰.

بعد از شکست رژیم اول طالبان تورنجنرال داوود داوود که والی ولایت تخار در دولت اسلامی افغانستان بود پس از روی کار آمدن دولت مؤقت به رهبری حامد کرزی به رتبه دگرجنرال ترفیع و به‌عنوان قوماندان قول اردوی/ یگان ارتش ۶ در شمال شرق تعیین گردید.
ژنرال داوود در سال ۲۰۰۴ توسط حکومت منتخب جمهوری اسلامی به رهبری حامد کرزی که معاونت او را برادر احمدشاه مسعود به عهده داشت منحیث معین/معاون مبارزه علیه مواد مخدر وزارت امور داخله/کشور افغانستان تعیین گردید، در این پُست کارکرد بی‌سابقه داشت، از جمله ساختن قانون مبارزه با مواد مخدر در همکاری با نیروهای بین‌المللی، کاهش ۷۰٪ کشت و ترافیک مواد مخدر در ولایات هلمند، کندهار، زابل، پکتیا، پکتیکا و بدخشان افغانستان، و ساخت پولیس خاص مبارزه با مواد مخدر با همکاری کشور انگلستان اما او بعدها بخاطر حمایت‌های مالی و مردمی اش از دسته انتخاباتی تغییر و امید به رهبری دکتور عبدالله عبدالله از سوی حامد کرزی تهدید به اخراج شد.
پس از پیروزی کرزی در انتخابات؛ در سال ۲۰۱۰ وی از سوی کرزی به حیث فرمانده زون پولیس در شمال و شمال شرق گماشته شد.
به باور رهبری وزارت کشور/داخله او از چهره‌های شناخته شده ضد طالبان و القاعده در شمال است که می‌تواند به امنیت شمال مفید واقع شود، همچنان ژنرال منگل معاون امنیتی وزارت کشور/داخله می‌افزاید: فرمانده داوود طرح پولیس محلی (تأمین امنیت محلات توسط مردم) را دارد و آن را به امنیت شمال خیلی مفید خواند.
طرح او در ولایات شمال بسیار مؤثر و مفید بود و اما در مناطق چون ولایات جنوبی افغانستان موفقیت آمیز نبود،
او که بیشترین روزهای فرماندهی خود را در مبارزه علیه تروریسم سپری می‌کند، رهبری دولت از او ناراض اند او به صورت مستقیم از سوی حامد کرزی که معاونت نخست او را مارشال فهیم (جانشین مسعود و وزیر امنیت دولت برهان الدین ربانی) به عهده داشت؛ در نشست شورای امنیت ملی متهم به نسل کُشی پشتون‌ها (یکی از اقوام افغانستان) شد.
سر انجام او در۷/خرداد-جوزا/۱۳۹۰ برابر با ۲۸ می ۲۰۱۱ توسط ماین که در صندلی اش گذاشته شده بود در دفتر کاری والی/استاندار ولایت تخار نخست زخمی و توسط فرد نامعلوم با فایر/شلیک سیزده گلوله/مرمی در همان‌جا کشته شد.
مسوؤلیت این حمله را حزب حرکت اسلامی ازبکستان به دوش گرفت اما متنفذین و مسؤولین زادگاه‌اش تخار جنرال زلمی ویسا فرمانده ارتش/اردوی ملی در شمال و عبدالجابر تقوا والی/استاندار تخار را مسوؤل کشته شدن او می‌دانند.
برهان الدین ربانی رئیس جمهور پیشین و عبدالله عبدالله رئیس جریان ائتلاف ملی از حکومت خواستند تا قتل‌های زنجیره‌ای اخیر به گونه جدی بررسی نماید
پیش از این خان محمد مجاهد فرمانده پولیس کندهار (در جنوب افغانستان) و عبدالرحمن سیدخیلی فرمانده پولیس کندز (در شمال شرق) نیز توسط حملات انتحاری کشته شده‌اند، این دو نیز از فرماندهان جمعیت اسلامی به رهبری برهان الدین ربانی بوده‌اند.
او چهار پسر به اسم‌های  صلاح الدین داوود، محمد طالوت، حمزه و جلال الدین دارد.